# Isaac Westergren
John Isaac Westergren, född 12 juli 1875 i Gävle, död 16 oktober 1950 i Uppsala, var en svensk företagare, idrottsman och idrottsledare under första halvan av 1900-talet. 
Den snabbfotade ynglingen var son till fabrikören Per Johan Westergren och Anna Catharina Berg. Efter avslutad skolgång och handelsstudier i Hannover och London inträdde han 1905 som delägare i faderns affärsföretag i Gävle, vilket han 1914–1933 var ensam innehavare av. Åren 1916–1920 drev Westergren även fabriksaktiebolaget Victoria i Helsingborg, där han var styrelseordförande. Åren 1921–1933 var han dansk vicekonsul i Gävle.
Westergrens idrottsintresse vaknade tidigt. Under sin tid utomlands lärde han känna en rad idrottstekniska nyheter som han förde med sig till Sverige, bland annat bruket av spikskor, liggande start vid löpning med mera. Han var med om att instifta en krets av Idrottsföreningen Kamraterna i Gävle och var dess ordförande 1901–1902 och tillhörde centralstyrelsen för Kamratföreningen 1901–1905 samt var en av Gästriklands idrottsförbunds stiftare 1907. Westergren var med och bildade Riksidrottsförbundet, var medlem av dess överstyrelse 1903–1913 och 1917–1923 och även medlem av Sveriges olympiska kommitté 1921–1924. Dessutom var han ledamot av svenska idrottsförbundet 1920–1923 och från 1924 ständig ledamot, styrelseledamot i Sveriges centralförening för idrottens främjande 1921–1927, styrelseledamot Svenska skridskoförbundet 1909–1914 samt tillhörde Sveriges idrottsplatskommitté 1920–1923.
Förutom löpare var han också konståkare, längdhoppare, tennisspelare, häcklöpare, höjdhoppare och seglare och en av pionjärerna inom travsporten. 
År 1898 sprang Westergren 100 meter på tiden 10,8 s. Enligt vissa källor innebar detta att han tangerade världsrekordet som bland annat hölls av Luther Cary, USA, samt även europarekordet som hölls av britten Cecil Lee. Bägge rekorden hade tidigare tangerats av Harald Andersson-Arbin (år 1896) och skulle senare tangeras av Carl Ljung (år 1900), Eric Frick (år 1903) och Knut Lindberg (år 1906) innan de förbättrades senare år 1906 av Knut Lindberg till 10,6 s. Andra källor tar inte upp hans resultat som rekord.
År 1899 vann Westergren SM på 100 meter (tid 11,6 sekunder). I september detta år upprepade han sitt personliga rekord på 100 meter, 10,8 s. 
Han deltog år 1900 vid OS i Paris (där han blev utslagen i försöken på både 60 meter och 100 meter).
Han var år 1902 medlem i sin klubbs (IFK Gefle) stafettlag som tog SM-brons i stafett 4x100 meter.
Westergren slog år 1902 ihop med tre klubbkamrater i IFK Gävle världsrekordet på 4x100 meter under en uppvisning i Stadsträdgården i Gävle. [källa behövs]
Han var bland annat ordförande för Svenska Ishockeyförbundet från dess bildande i november 1922, och fram till november 1924. En av hans förnämsta insatser utanför idrottsarenorna var när han 1920 inför OS i Antwerpen bidrog med 100 000 kronor (i 2008 års penningvärde mellan 4 à 5 miljoner kronor) ur egen ficka så att Sverige kunde skicka en slagkraftig trupp. Westergren var också "mannen bakom" Strömvallen i Gävle, som vid tillkomsten var en av Sveriges modernaste idrottsarenor.
Isaac Westergren är begravd på Gamla kyrkogården i Gävle.

## Rekord

### Världsrekord (inofficiella)
- 100 m: 10,8 (Gävle,  11 september 1898) (tangering)[3]
- 100 m: 10,8 (Gävle,  10 september 1899) (tangering)[3]

### Europarekord (inofficiella)
- 100 m: 10,8 (Gävle,  11 september 1898) (tangering)[4]
- 100 m: 10,8 (Gävle,  10 september 1899) (tangering)[4]

## Personliga rekord
- 100 m: 10,8 (Gävle,  11 september 1898)[11][12]
- 100 m: 10,8 (Gävle,  10 september 1899) (tangering)[12]